# Культура Дании
Культура Дании — совокупность основных отличительных особенностей жизни датского общества и датской повседневной культуры, а также культурного наследия этой страны.

## Архитектура
На территории Дании расположено более 600 замков, дворцов, соборов, храмов и крепостей. Сохранить столь большое количество исторических памятников особенно в 1848 году, когда Европа погрязла в череде революций, удалось во многом благодаря королю Дании Фредерику VII, который даровал своей стране Конституцию.
Самые известные соборы Дании (в Виборге и в Рибе), церковь в Калунборге и замки Себорг и Вординборг — в романском стиле, соборы в Роскилле и Оденсе — в готическом. Известны замки Фредериксборг и Хельсингёр (Эльсинор), куда Шекспир поместил действие пьесы «Гамлет». Самые красивые здания появляются при Кристиане IV (1588—1648). Это дома в стиле барокко, и построенные чуть позже — в стиле рококо. Король восхищался и подражал архитектуре Амстердама. В городе много музеев, обычно они маленькие и уютные. Много башен и шпилей. Наиболее известные достопримечательности: музей «Луизиана» — современное искусство, Музей Торвальдсена — классическое искусство, площадь Амалиенборг, конная статуя Фредерика V, два здания в стиле рококо (1749—1755), резиденция королевской семьи, Мраморный собор (купол высотой 30 м), православная церковь Александра Невского, дворец Кристиансборг, Национальный музей Дании, Театральный музей, Королевская библиотека, архитектурные комплексы Нюхавн (Новая гавань) и Ратушная площадь.
Всемирно известна статуя Русалочки в порту, персонаж сказки Андерсена, ставшая подобно парижской Эйфелевой башне, символом страны.

### Столица
Копенгаген возник в 1167 году, первой была построена крепость на острове Слотсхольмен. Она была окружена с четырёх сторон водой, — гаванью и тремя каналами. Копенгаген построен на островах среди каналов. Такой планировкой прославилась итальянская Венеция, но таких островных городов гораздо больше на севере Европы: Стокгольм, Гамбург, Амстердам, Санкт-Петербург, Брюгге.
Название Копенгаген (Купеческая гавань) возникло позже самого города. От эпохи викингов остались памятники — крепости Треллеборг и Аперсберг. С X веке строились деревянные, а с 11 — каменные базилики.

## Изобразительное искусство

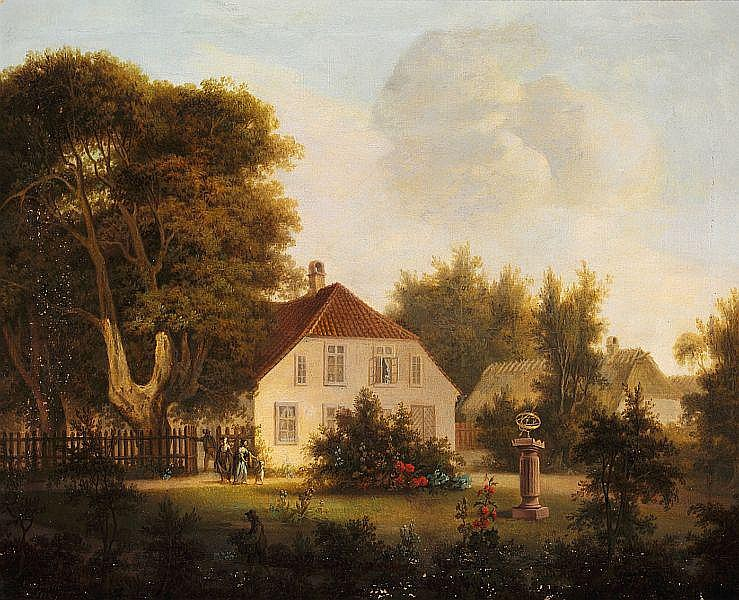
Полотно Кристиана Августа Лоренцена

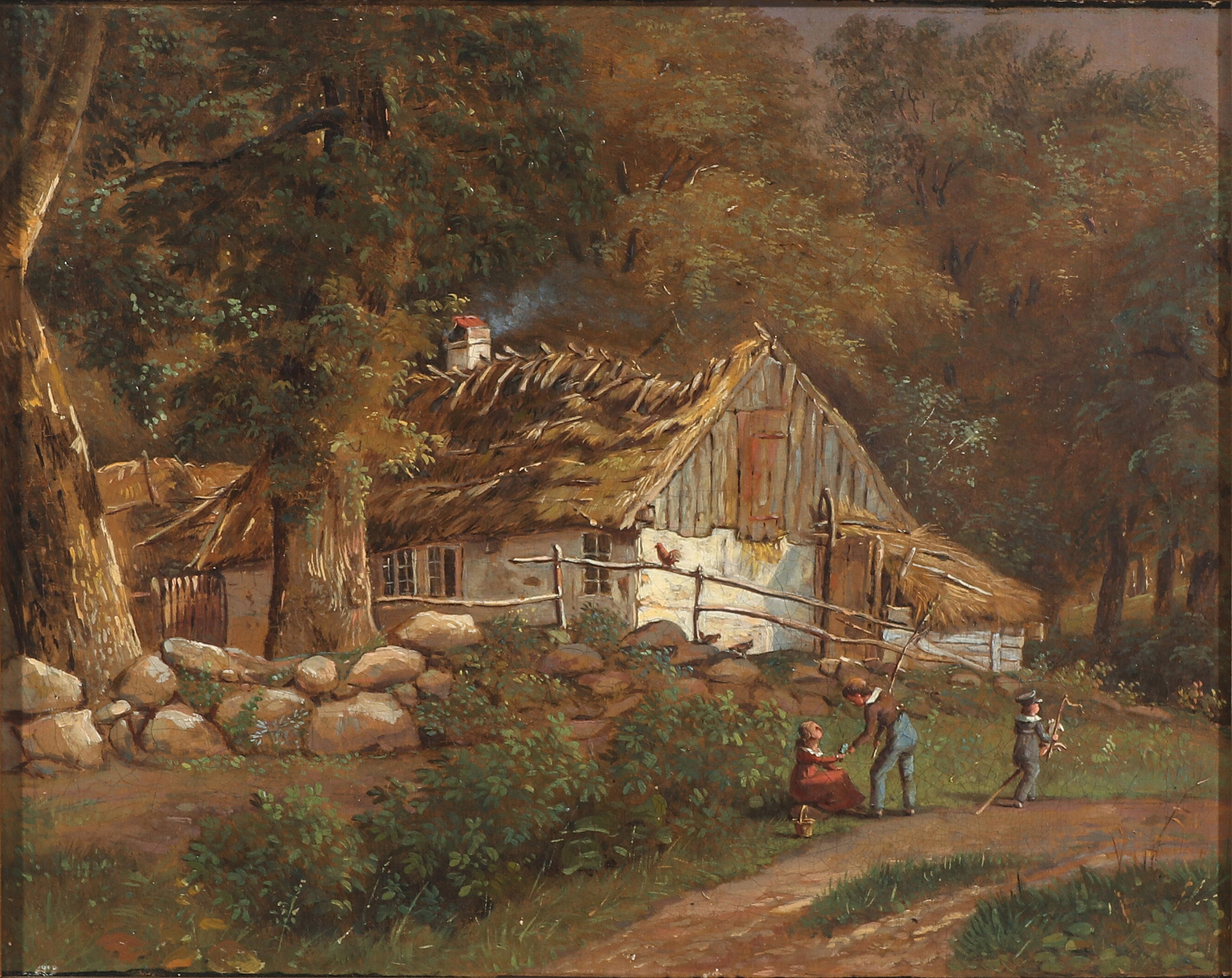
Йенс Петер Мёллер

Расцвета достигает изобразительное искусство Дании во II половине XIX—I половине XX века. Родоначальником импрессионизма в Дании стал Теодор Филипсен (1840—1920). Его работы оказали большое влияние на группу художников, именуемых «фюнская школа». Творчество этих художников: Петера Хансена, Поульса Кристиансена, Фрица Сюберга, — стало этапом в развитии национальной живописи.
Жанровые сцены Петера Хансена «Помпейские пекари» (1904), «Площадь Энхав» (1905), «Играющие дети» (1907—1908), «Весна» (1910), резко отличаются от театрального изображения простых датчан предшествовавшего периода. Хансен был многогранным мастером, писавшим картины на исторические сюжеты. Педер Генрик Кристиан Цартман — датский художник, известный своими полотнами на исторические сюжеты. Особую известность ему принесла картина «Сцена при дворе Кристиана VII». Она изображает датского короля, страдавшего тяжёлой формой шизофрении, проявлявшейся в приступах садизма и мазохизма, а также играющих в шахматы его жену и её любовника Иоганна Фридриха Струэнзе (незадолго до его ареста и казни). Картина была создана в 1873 году.

## Музыка
Первыми носителями музыкальной культуры были скальды. Дитрих Букстехуде — выдающийся датский композитор, величайший представитель музыки барокко. Позже музыка получила дальнейшее развитие. Крупнейший современный пианист — В. Шёлер. Балет в современном понимании появился в XV веке. Был придворный балет. Сейчас в Дании своя национальная балетная школа.

## Кино
Первым фильмом в истории датского кинематографа стал «Путешествие в Гренландию на упряжке с собаками» (1897). Работы датских режиссёров, вышедшие в период до Первая Мировой войны, оказали влияние на развитие кино как искусства в других странах. Карл Теодор Дрейер — ярчайший представитель скандинавского кино времён Бергмана. Другой датский режиссёр, Билле Аугуст, является, наряду с Кустурицей, одним из немногих обладателей сразу двух Золотых пальмовых ветвей Каннского фестиваля. Один из крупнейших режиссёров современности — Ларс фон Триер — не только принёс новую популярность датскому кинематографу, но и основал движение Догма 95, которое наследует неореализму, французской новой волне и новому немецкому кино. В разное время фильмы в стиле Догма-95 снимали многие датские режиссёры молодого поколения: Томас Винтерберг, Сёрен Краг-Якобсен, Кристиан Левринг, Николас Виндинг Рефн, Лоне Шерфиг, Аннетт Олесен, Сюзанна Бир.

## СМИ
Газеты: 
Politiken, Ekstra Bladet, Jyllands-Posten, Urban, The Copenhagen Post и др.
Телерадиовещание
Первые телевизионные трансляция в Дании начались в 1951 году, однако тогда они не были ежедневными и были доступны лишь некоторым районам столицы. Ежедневные трансляции начались в 1954, а вся страна была покрыта лишь в 1960, с открытием телепередатчика на Борнхольм. Первая новостная программа, TV-Avisen, стартовала в 1965 году. 
Общественные вещатели: Danmarks Radio (Радио Дании, DR; телеканалы DR1/2/3, радиостанции DR P1/P2/P3/P4) и TV 2 (телеканалы TV 2,  TV 2 Charlie, TV 2 Film, TV 2 News,  TV 2 Sport, TV 2 Zulu). 

Коммерческие телеканалы: TV3, TV3+, TV3 Puls, Kanal 4, Kanal 5, Animal Planet Nordic

### Интернет
.dk — национальный домен верхнего уровня для Дании.